# 河南省公安厅
河南省公安厅是河南省人民政府组成部门，负责领导、管理河南省的公安保卫工作，接受河南省人民政府和中华人民共和国公安部的双重领导。

## 机构沿革
1949年5月10日，河南省人民政府公安厅在开封市成立。1954年10月，公安厅随省政府迁至郑州市。1955年2月，河南省人民政府改为河南省人民委员会，公安厅则称河南省公安厅。1968年初至1973年，公安机关实行军事管制，成立“中国人民解放军河南省公安机关军事管制委员会”行使职权。撤销军事管制后，恢复省公安厅。不久，改称“河南省革命委员会公安局”，1979年10月改称“河南省公安局”，1980年3月又恢复称河南省公安厅。

## 历任领导
河南省公安厅厅长（1949年5月-1968年1月、1980年3月至今）
- 宋　烈（1949年5月-1953年3月）
- 李　祥（1953年3月-1961年12月）
- 王一鸣（1962年7月-1968年1月）
- 白　均（1980年3月-1983年3月）
- 李广经（1983年3月-1991年2月）
- 李志斌（1991年2月-1994年10月）
- 王明义（1994年10月-2000年8月）
- 张程锋（2000年8月-2004年1月）
- 秦玉海（2004年1月-2013年8月）[4]
- 王小洪（2013年8月-2015年3月）
- 许甘露（2015年7月-2017年7月）
- 舒　庆（2017年7月-2020年12月）
- 顾雪飞（2021年4月-2023年1月）
- 郑海洋（2023年1月-）

河南省公安局局长（1974年-1980年3月）
- 陈蕴贤（1973年3月-1978年7月）
- 白　均（1978年7月-1980年3月）